# Gemeinnütziges Beschäftigungsprojekt
Gemeinnützige Beschäftigungsprojekte (GBP) und sozialökonomische Betriebe (SÖB) werden in Österreich als Maßnahmen der Arbeitsmarktpolitik durchgeführt. Neben dem Bund (AMS, Arbeitsmarktservice) beteiligen sich die Länder (innerhalb der sog. Beschäftigungspakte) an diesen Projekten. Dazu kommen Förderungen der Europäischen Union, wie vom Europäischen Sozialfonds. 

Sie dienen der aktiven Arbeitsmarktpolitik, indem sie befristete Arbeitsplätze schaffen. Beschäftigungslose erhalten einen Arbeitsplatz, wodurch ihnen ein Einstieg in den ersten Arbeitsmarkt erleichtert werden soll (als erster im Gegensatz zum zweiten und dritten Arbeitsmarkt wird der nicht geförderte Sektor verstanden). Neben der Qualifizierung durch die jeweilige Tätigkeit sollen durch verschiedene Trainingsmaßnahmen die Chancen auf einen nicht befristeten Arbeitsplatz erhöht werden.
In der Bundesrichtlinie für die Förderung Sozialökonomischer Betriebe (SÖB) steht dazu folgendes:
 
"Der Begriff Sozialökonomischer Betrieb (SÖB) bezeichnet ein arbeitsmarktpolitisches Instrument, das durch die Bereitstellung von marktnahen, aber doch relativ geschützten, befristeten Arbeitsplätzen die nachhaltige Integration von schwer vermittelbaren Personen in den Arbeitsmarkt fördern soll (Vermittlungsunterstützung). Sozialökonomische Betriebe operieren unter Marktbedingungen. Sie haben den sozialen Auftrag, vor allem Personen mit eingeschränkter Produktivität bei der Wiedererlangung jener Fähigkeiten zu unterstützen, die Einstiegsvoraussetzung in den regulären Arbeitsmarkt sind. Die sich daraus ergebenden Aufgaben für SÖB sind: 
- die Bereitstellung von befristeten Arbeitsplätzen;
- die Organisation von Betreuungs- und Trainingsmöglichkeiten für am Arbeitsmarkt benachteiligte Personen im Rahmen eines Wirtschaftsbetriebes;
- die Beseitigung von Vermittlungshemmnissen und die Reintegration der befristet Beschäftigten in den regulären Arbeitsmarkt;
- die Verbesserung der Reintegrationschancen der Transitarbeitskräfte durch gezielte Qualifizierung."[1]

Betätigungsfelder der GBPs sind neben Kulturprojekten auch Hilfstätigkeiten im Bauhilfsgewerbe und seit einigen Jahren auch in der Archäologie und Denkmalpflege. Als Zertifizierung der Beschäftigungsträger wird in Österreich das Gütesiegel für soziale Integrationsunternehmen (GSI) verliehen. 